# 罗卡因佩里亚莱
罗卡因佩里亚莱（義大利語：Rocca Imperiale）是意大利科森扎省的一个市镇。总面积53平方公里，人口3349人，人口密度63.2人/平方公里（2009年）。ISTAT代码为078103。